# Pytowice
Pytowice [pronunciación en polaco: /pɨtɔˈvit͡sɛ/] es un pueblo ubicado en el distrito administrativo de Gmina Kamieńsk, dentro del condado de Radomsko, Voivodato de Łódź, en el centro de Polonia. Se encuentra a unos 4 kilómetros al oeste de Kamiensk, a 15 kilómetros al norte de Radomsko, y a 65 kilómetros al sur de la capital regional Łódź.